# Spittelberg (Vienne)

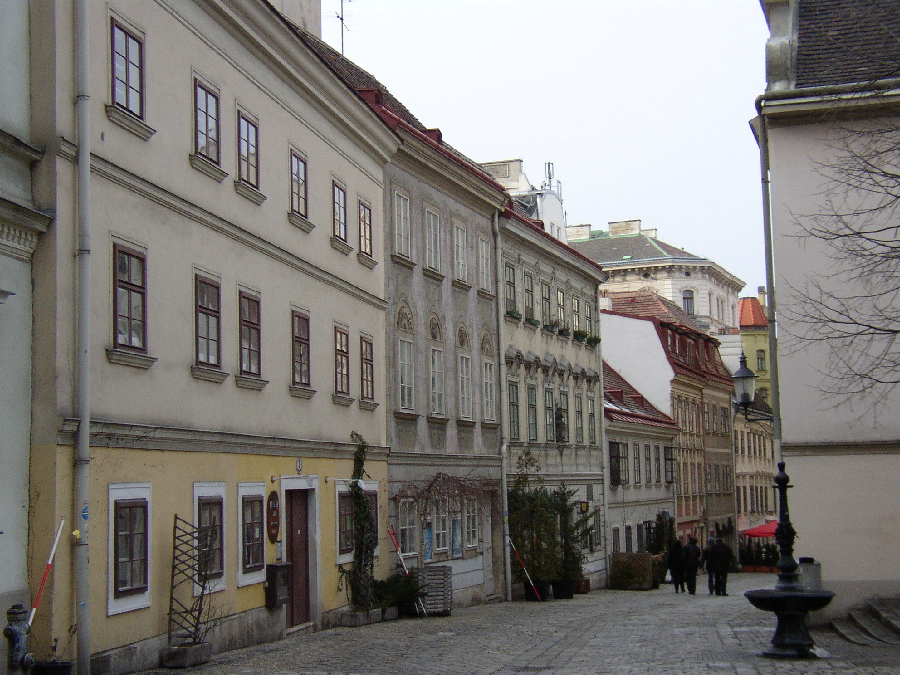
Spittelberggasse aujourd'hui

Le Spittelberg était une municipalité indépendante jusqu'en 1850 qui constitue maintenant un quartier de Vienne faisant partie de l'arrondissement de Neubau.

## Histoire
La région de Spittelberg a été acquise par le Bürgerspital en 1525, d'où le nom original de Spitalberg a été dérivé. La zone autour du Spittelberg était à l'origine un pâturage, qui était cultivé par diverses fermes. Contrairement à de nombreuses autres banlieues, il ne s'est pas développé à partir d'un village. En conséquence, le baron Sigmund von Kirchberg a pu louer la terre à des immigrants pour faire du profit en 1675. En raison des nombreux Croates qui se sont installés ici, le Spittelberg était aussi populairement appelé Crobotendörfl.
Lors du deuxième siège turc de Vienne en 1683, la zone a été gravement affectée, selon les sources, par les Turcs assiégeants ou par les défenseurs qui voulaient refuser aux Turcs l'occasion de se retrancher à temps en démolissant les constructions. Après cela, les maisons ont été reconstruites, et la plupart des sous-sols comblés datent d'avant le siège turc.
En 1850, le lieu indépendant est intégré à Vienne dans le cadre du nouveau quartier de Neubau. Ce n'est qu'à cette époque que le nom de Spittelberg a progressivement été accepté. Du XVIIIe au milieu du XXe siècle, le Spittelberg avait une très mauvaise réputation, car le développement à proximité était préjudiciable à la santé et la région était un bastion de la prostitution .

## Description
Les Spittelberggasse et Gutenberggasse et leurs ruelles, un peu cachées entre le Ring extérieur et le quartier de Neubau, forment un quartier-village, aux maisons basses et petits passages. C'est un quartier Biedermeier, courant artistique de « l'ordre de Vienne » entre 1815 et 1848, réputé bourgeois et conservateur. D'où ces petites maisons coquettes aux ornements un peu kitsch.

Très dégradé dans les années 70, et menacé de démolition, ce quartier a été rénové dans les années 1980. Il est aujourd'hui un exemple de rénovation de luxe ou de gentrification. Les nombreuses maisons Biedermeier bien conservées et les rues étroites donnant une impression du village d'origine sont caractéristiques du Spittelberg. Principalement à cause du marché de Noël annuel, le Spittelberg est devenu célèbre au-delà des limites de la ville. En raison de la forte densité de bars et d'artisans, le Spittelberg et le MuseumsQuartier voisin forment un quartier branché à proximité du centre-ville. Il fait partie du centre historique de Vienne, site du patrimoine mondial.

Spittelberggasse
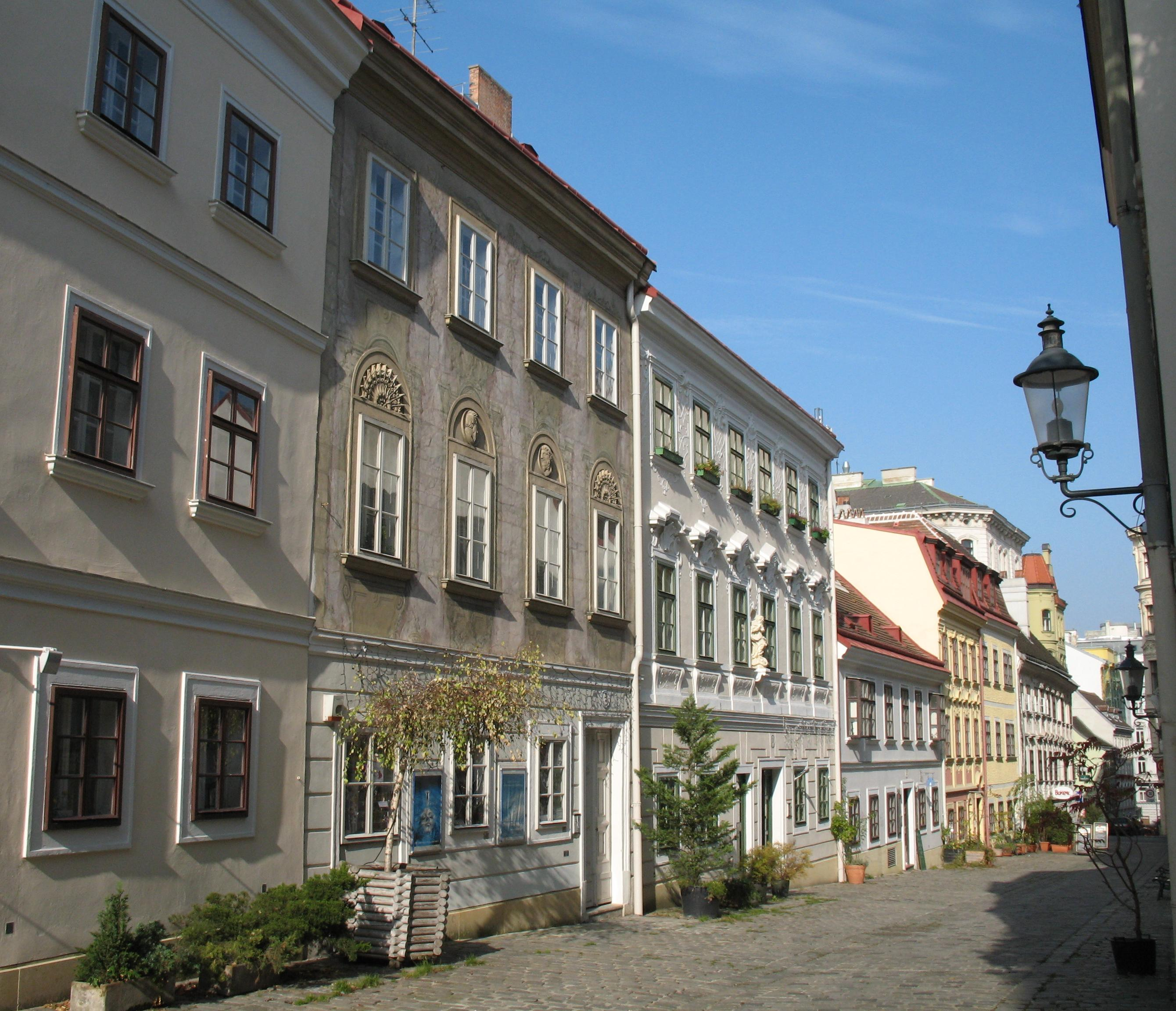
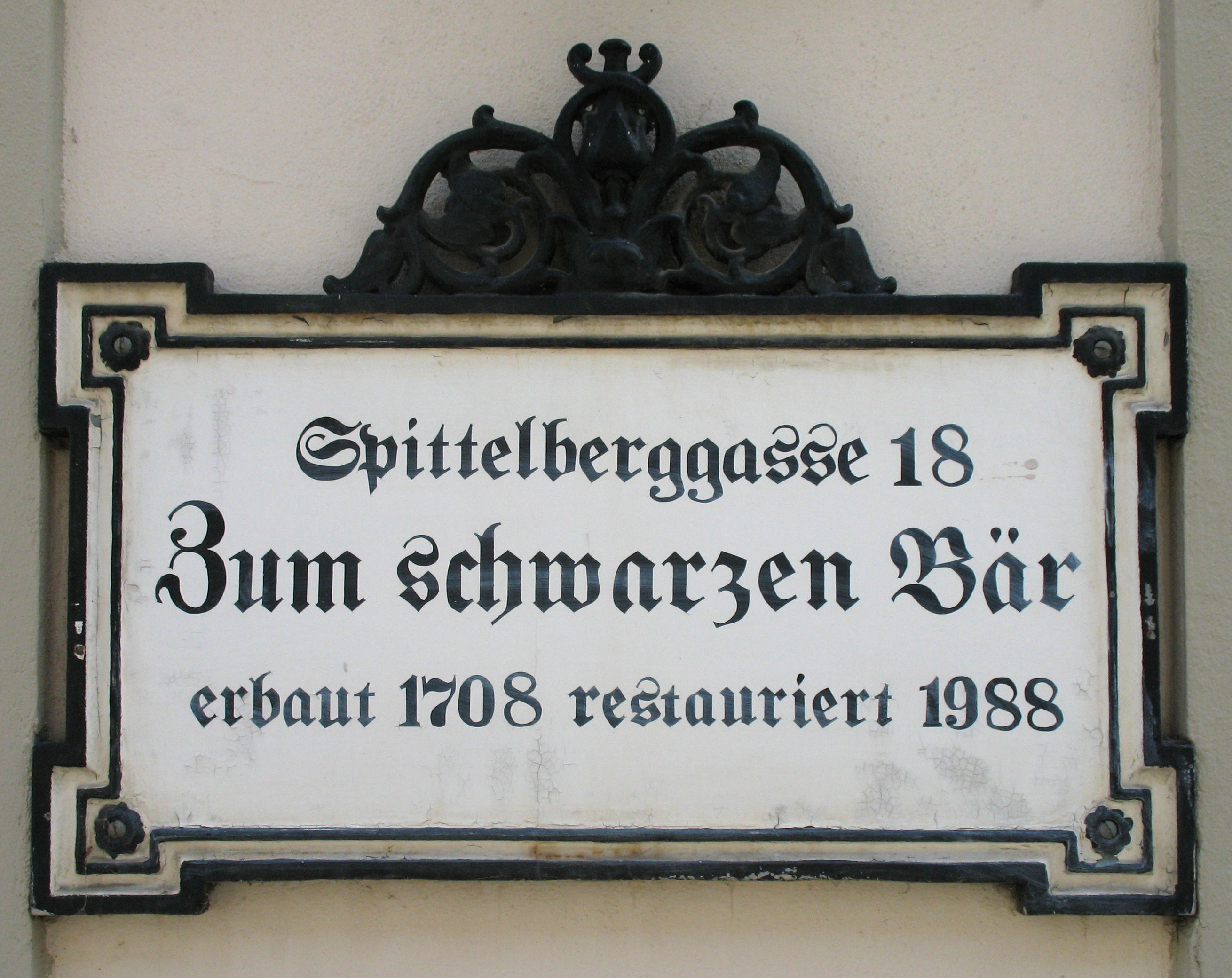
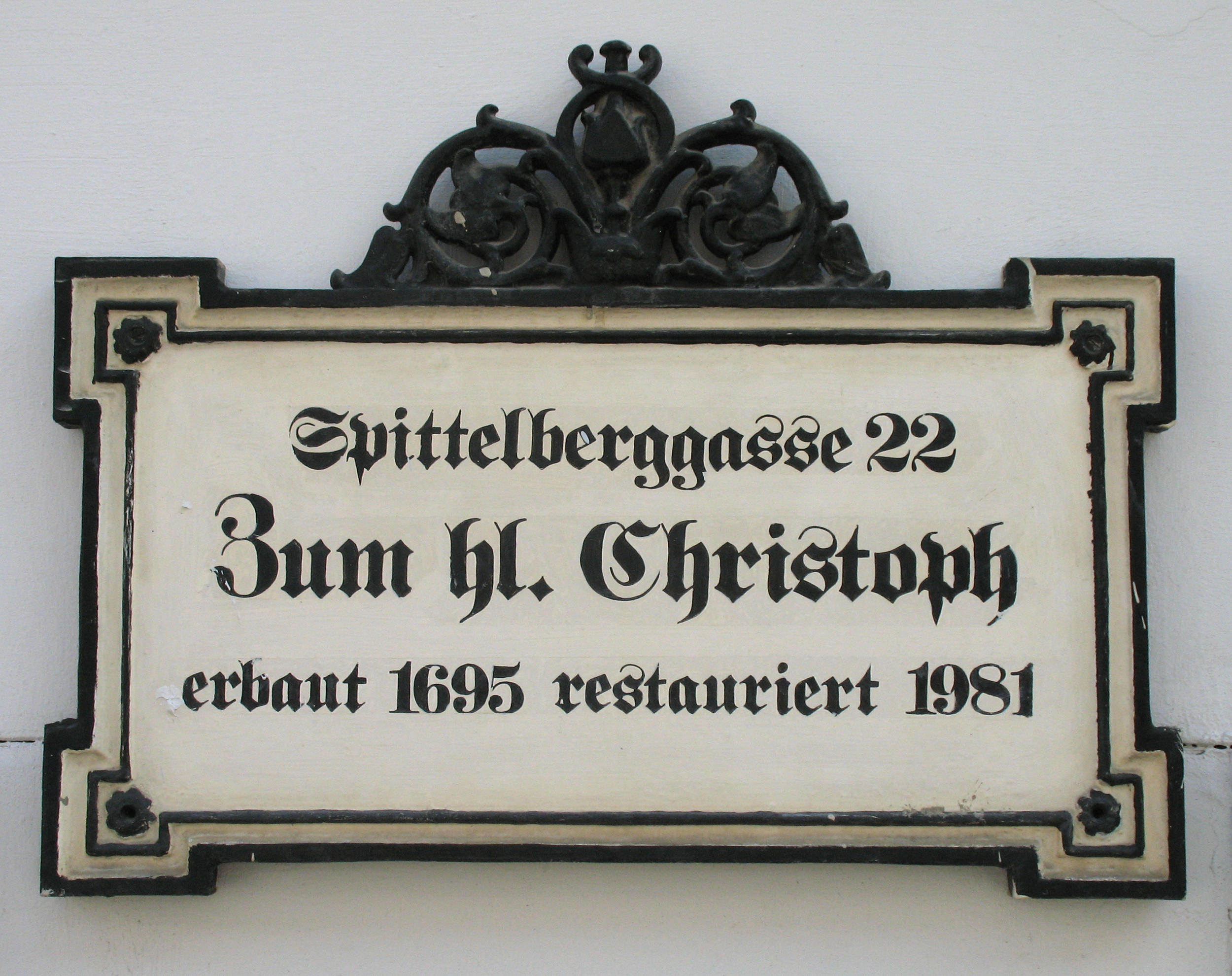
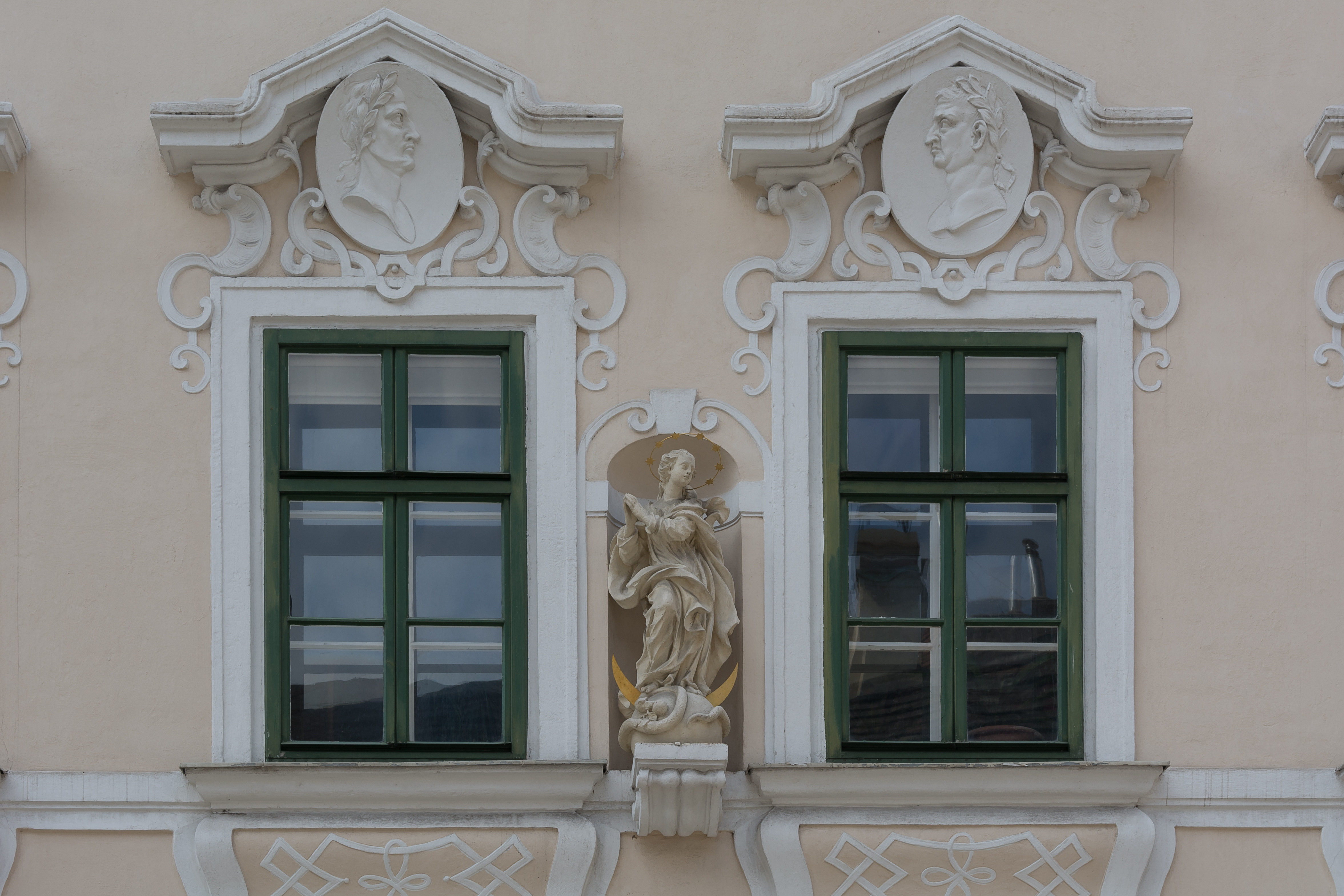
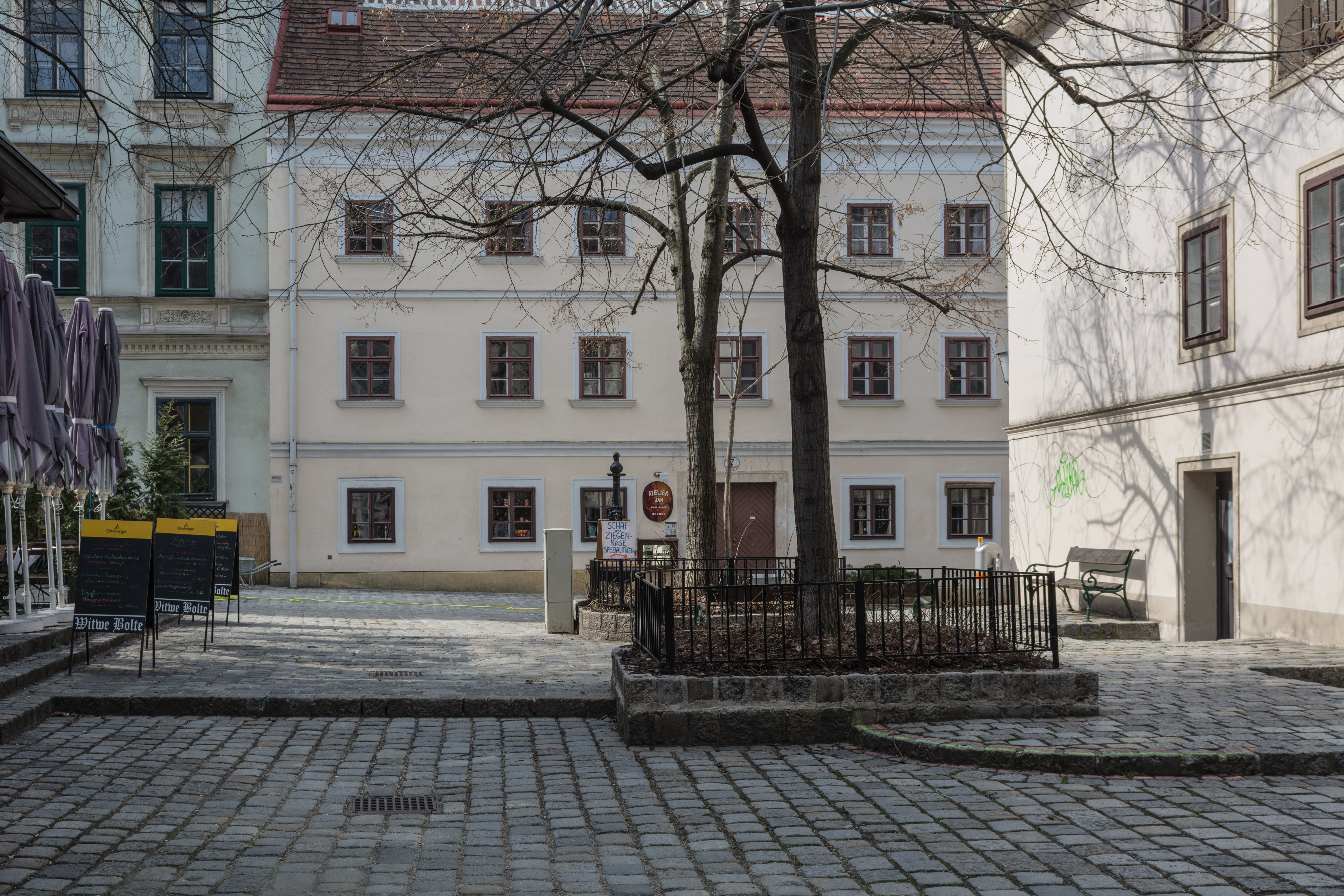
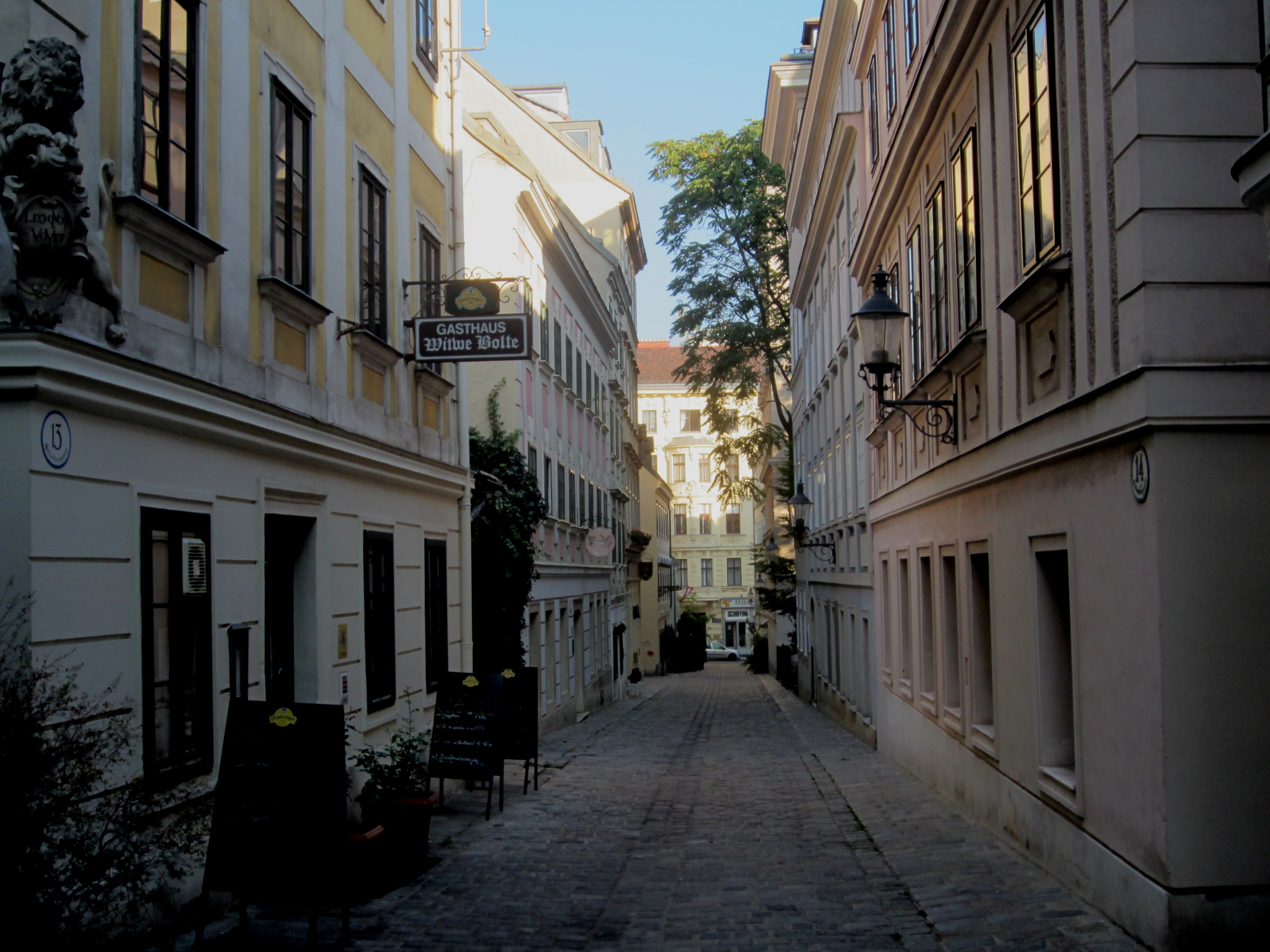
Gutenberggasse

## Personnalités
- Friedrich von Amerling (1803–1887), peintre
- Thomas Ender (1793–1875), peintre paysagiste et aquarelliste
- Theodor Petter (1822–1872), peintre
- Richard Gach (1930–1991), architecte

## Référence
1. ↑  Werner Sabitzer: Geschichte der Prostitution in Wien. in: eLib, Hg. v. eLibrary Projekt, 2000. Siehe: elib.at (22. April 2008)

- (de) Cet article est partiellement ou en totalité issu de l’article de Wikipédia en allemand intitulé « Spittelberg (Wien) » (voir la liste des auteurs).